# Ахмед Ясин
Шейх Ахмед Исмаил Ясин (на арабски: الشيخ أحمد إسماعيل حسن ياسين‎ ash-shaykh Aḥmad Ismāʻīl Ḥasan Yāsīn) е палестински революционер, един от основоположниците на палестинското движение Хамас, до смъртта си негов духовен водач.

## Биография
Ясин е роден на 1 януари 1936 г. в рибарското селище Джура, намиращо се в непосредствена близост до днешния израелски град Ашкелон. Той е сред 9-те деца в семейството. На 5-годишна възраст умира баща му. След първата израелско-арабска война семейството се преселва в Газа.
През 1952 г. в резултат на спортна травма Ясин остава парализиран от кръста надолу. Три години по-късна става член на нелегалната организация „Мюсюлмански братя“. През 1959 г. следва теология в Кайро. През 1960 година сключва брак с жена си Халима, от която има 11 деца. В периода до 1984 г. работи периодично като учител. Членството му в „Мюсюлмански братя“ му донася известни проблеми с египетските власти – прекарва 45 дена в египетски арест заради „подривна“ дейност.
След Шестдневната война Ясин полага усилия за засилване на „Мюсюлмански братя“ в ивицата Газа. През 1973 г. създава Ислямски център за координация на социални дейности – структура, подкрепяна от арабските страни-членки на ОПЕК.
В началото на 1980-те години Ясин основава структура под името „Слава за бойците на исляма“. „Фатах“ обвинява Ясин и групата дейци около него в съглашение с ционистите. Към 1982 г. Ясин започва да трупа активно боеприпаси и оръжие, което става причина да бъде осъден през 1984 г. от израелски съд на 12 години затвор. Излежава едва 11 мес. от своята присъда, тъй като е освободен скоро при поредната размяна на палестински затворници срещу отвлечени израелци.
През 1987 г. заедно с други членове на „мюсюлмански братя“ основава „Хамас“ и става негов идеолог и ръководител. Застъпва политика на въоръжена съпротива срещу Израел и на извършване на самоубийствени атентати. От това време той се превръща в движеща сила за бригадите „Ал-Касам“ – военното крило на „Хамас“. През август 1988 г. Ясин оповестява първия устав на Хамас. На следващата година „Хамас“ е забранен от Израел.
През 1989 г. почти слепият Ясин е арестуван от израелците и е осъден на доживотен затвор заради подбуждане убийството на 2 израелски войника и убийства на палестинци, сътрудничили на израелските власти.
През 1997 г. след провал на операция на „Мосад“ в Аман, Йордания израелците са принудени да освободят шейх Ясин. Първоначално заминава за Йордания, където получава медицинска помощ. Скоро след това обаче се завръща в Ивицата Газа, където е посрещнат с масови демонстрации като национален герой.
През 1998 г. Ясин предприема 4-месечна обиколка на арабските страни с цел намиране на финансова подкрепа за своите начинания. Завръща се с 50 милиона долара. През август 1999 година йорданските власти забраняват всякаква дейност на „Хамас“ на йорданска територия.
След избухването на Втората интифада шейх Ясин продължава и задълбочава своите устни атаки срещу Израел, призовавайки дори към убийства на военни и цивилни израелци. По това време се изострят и отношенията му с Арафат, който се опитва без особен успех да постави под домашен арест Ясин.
Ясин е леко ранен при израелско въздушно нападение срещу него на 6 септември 2003 г. Убит е от ракета, изстреляна от израелски хеликоптер, в 5 часа на 22 март 2004 г.. При нападението загиват и 2 от синовете на Ясин и още 7 души.